# Пеленг (острів)
Пеленг (індонез. Pulau Paleng; англ. Peleng) — найбільший острів групи островів Банггаї (Малайський архіпелаг, Південно-Східна Азія), розташований на межі морів Банда та Молуккського, що в Тихому океані, на південний схід від Східного півострова острова Сулавесі, входить до складу Індонезії.

## Географія

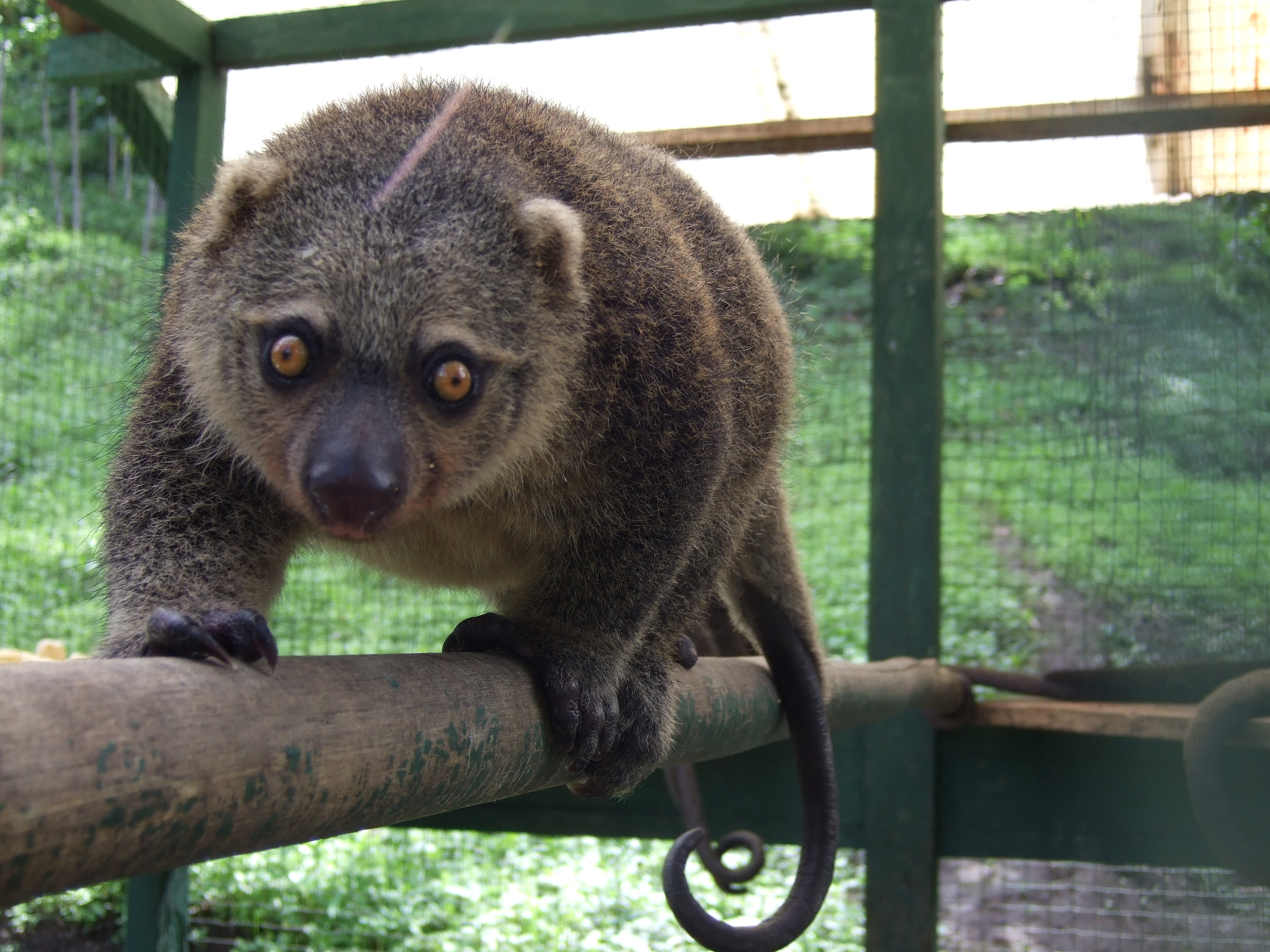
Кускусний ведмідь

Острів адміністративно належить до округи Острови Банггаї, провінції Центральне Сулавесі. Розташований в північно — північно-західній частині архіпелагу Банггаї, на схід від острова Сулавесі за 20 км на південний схід від його Східного півострова. На південь південний схід розташовані острови Банґкулу, Лабобо та Банггаї. Омивається водами морів: Банда — південне узбережжя, та Молуккського — північне. Острів простягся з заходу на схід на 79 км, при максимальній ширині близько 60 км. Має площу — 2345,6 км² (188-ме місце у світі), за іншими даними площа острова становить 2406 км². Берегова лінія, яка визначає форму острова в плані, має складну будову (у вигляді букви «М»), її довжина становить 407,9 км.
Рельєф більшої частини острова горбистий, з переважаючими висотами: східної частини — 200—500 м; центральної — 200—300 м; західної — 400—800 м; в центрі західної частини висоти піднімаються до 1000 м. Найбільша висота — гора Томбіла (1052 м, 1°20′49.31″ пд. ш. 122°53′20.21″ сх. д. / 1.3470306° пд. ш. 122.8889472° сх. д.). Вздовж узбережжя простяглася рівнинна смуга.
Територія острова густо вкрита лісом. В лісах водяться ендемічні види ссавців: сумчасті кускусний ведмідь (Bear cuscus) та кускусний банггаї (Banggai cuscus) і примат пеленгський довгоп'ят (Tarsius pelengensis).
Острів Пеленг оточує група більш дрібних островів з групи островів Банггаї: Банггаї, Бувокан, Лабобо, Кебонґан, Котудан, Тропетенандо, Тімпау, Салуе Бесар, Салуе Кецил, Мазепе та Банґкулу.

## Населення
Населення острова станом на 2010 рік становило 109 319 осіб. Щільність населення — 46,60 осіб/км². Найбільшими містами є Базіано та Бонган. Є також такі міста як: Булаг, Лолантанг, Лукпенентенг, Луксаку, Пелі, Мумулусан, Салакан.
Пеленг поділений на 5 районів (індонез. kecamatan), із заходу на схід, з головними містами в дужках: Буко (Татабі), Булаг (Булаг), Ліанг (Ліанг), Тінанкунг (Салакан), Тотікум (Самбіут).
Місцеве населення займається рибальством, а також вирощуванням кокосових горіхів та картоплі.